# Basilica di Sant'Eulalia
La basilica di Sant'Eulalia di Mérida è un edificio religioso situato nella città di Mérida (Spagna). È considerato un nucleo molto importante per la nascita del cristianesimo nella penisola iberica.
Secondo gli storici, fu il primo tempio cristiano eretto nella Spagna romana dopo l'editto dell'imperatore Costantino. Questa chiesa fu quindi costruita come basilica in memoria di Eulalia di Mérida; per questo motivo divenne, agli albori del Medioevo, luogo di pellegrinaggi provenienti dall'Europa occidentale e dal Nord Africa. Contemporaneamente si diffuse in tutto l'impero Romano la fama del martirio della santa e furono erette numerose chiese con sue reliquie, soprattutto nell'Europa occidentale.
Allo stesso tempo, la storia di questa chiesa si inquadra nella storia della chiesa di Mérida e nel suo rapporto particolare con il Papato: questa basilica della martire fu ricostruita sui resti dell'originale nel XIII secolo dall'Ordine di Santiago come propria chiesa capitolare, e fino alla fine del XIX secolo fece parte del Patrimonio della Santa Sede.
All'interno della basilica possiamo trovare immagini di grande rilevanza, tra le altre l'immagine di Sant'Eulalia e la statua della Nostra Signora del Maggiore Dolore.
Nel 1993 l'UNESCO lo ha dichiarato Patrimonio dell'umanità come parte dell'Insieme archeologico di Mérida.

## Storia
Costruita fuori dalle mura della città antica, in origine era una bella costruzione edificata nel IV secolo sul tumulo funerario di Sant'Eulalia e nelle vicinanze del luogo dove, secondo la tradizione, fu immolata la fanciulla martire. Tempio famoso della cristianità, a causa del martirio di Eulalia, fu subito arricchito dai vescovi e arcivescovi di Mérida, ma fu in seguito distrutto durante l'invasione araba e dei ricchi marmi e pavimenti a mosaico, dei soffitti a cassettoni elogiati dal poeta Aurelio Prudenzio non rimane più nulla.
L'attuale tempio fu costruito nel XIII secolo sulla stessa pianta della basilica originaria e riutilizzando alcuni materiali dopo la riconquista di Mérida da parte di Alfonso IX di León.
La basilica, al di là del suo significato religioso, merita di essere visitata e contemplata con attenzione. È l'unica costruzione interamente medievale trovata nella capitale dell'Estremadura. Spiccano le cappelle laterali dell'altare maggiore e la porta destra della facciata, in stile romanico, raro in Estremadura e in cui già si cominciano a notare influenze gotiche. All'interno risaltano il soffitto a cassettoni che ne ricopre le volte, i capitelli e le colonne, alcuni dei quali provengono dall'originale chiesa visigota.

## Descrizione

### La cripta

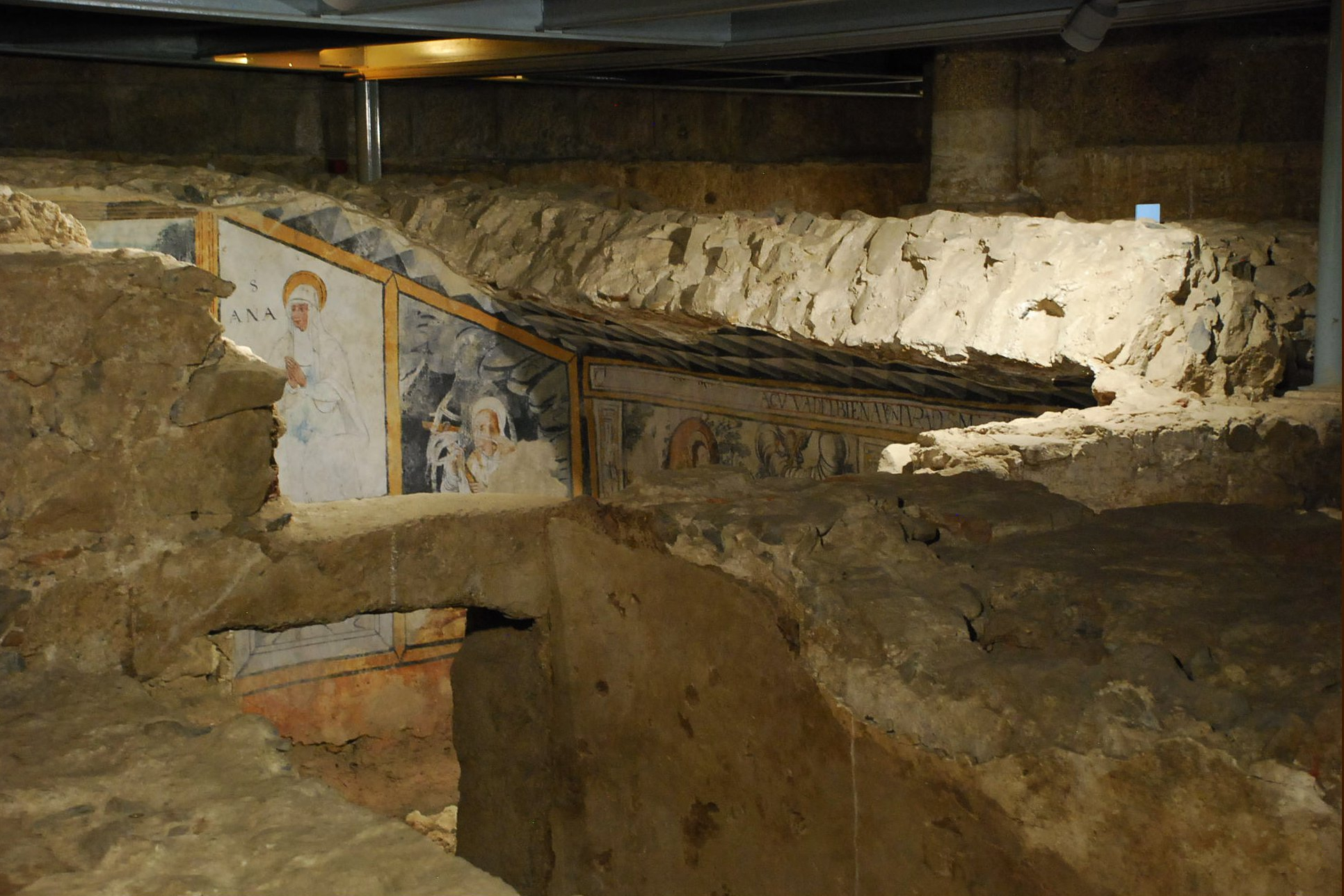
Cripta della basilica paleocristiana

Gli scavi effettuati nei sotterranei della basilica a partire dal 1990 hanno riportato alla luce l'imponente recinto sotterraneo, oggi visitabile. In questa cripta, dove sono apparsi importanti resti romani e visigoti, spiccano le vestigia del primo tumulo funerario della martire Sant'Eulalia, risalente al periodo tardo romano, su cui e attorno al quale fu costruita la grandiosa basilica visigota, la cui facciata superiore è stata salvata da tutte le invasioni e demolizioni e continua a chiudere l'abside dell'altare maggiore.
I dati archeologici indicano innanzitutto l'esistenza di case romane in questo spazio tra il I e il III secolo d.C. Successivamente, nel IV secolo, dopo l'abbandono del recinto, venne istituita una necropoli cristiana nella quale fu costruito un edificio a tumulo in memoria di Sant'Eulalia di Mérida, che rappresenterebbe l'embrione della basilica eretta nel V secolo.

### Hornitodi Sant'Eulalia

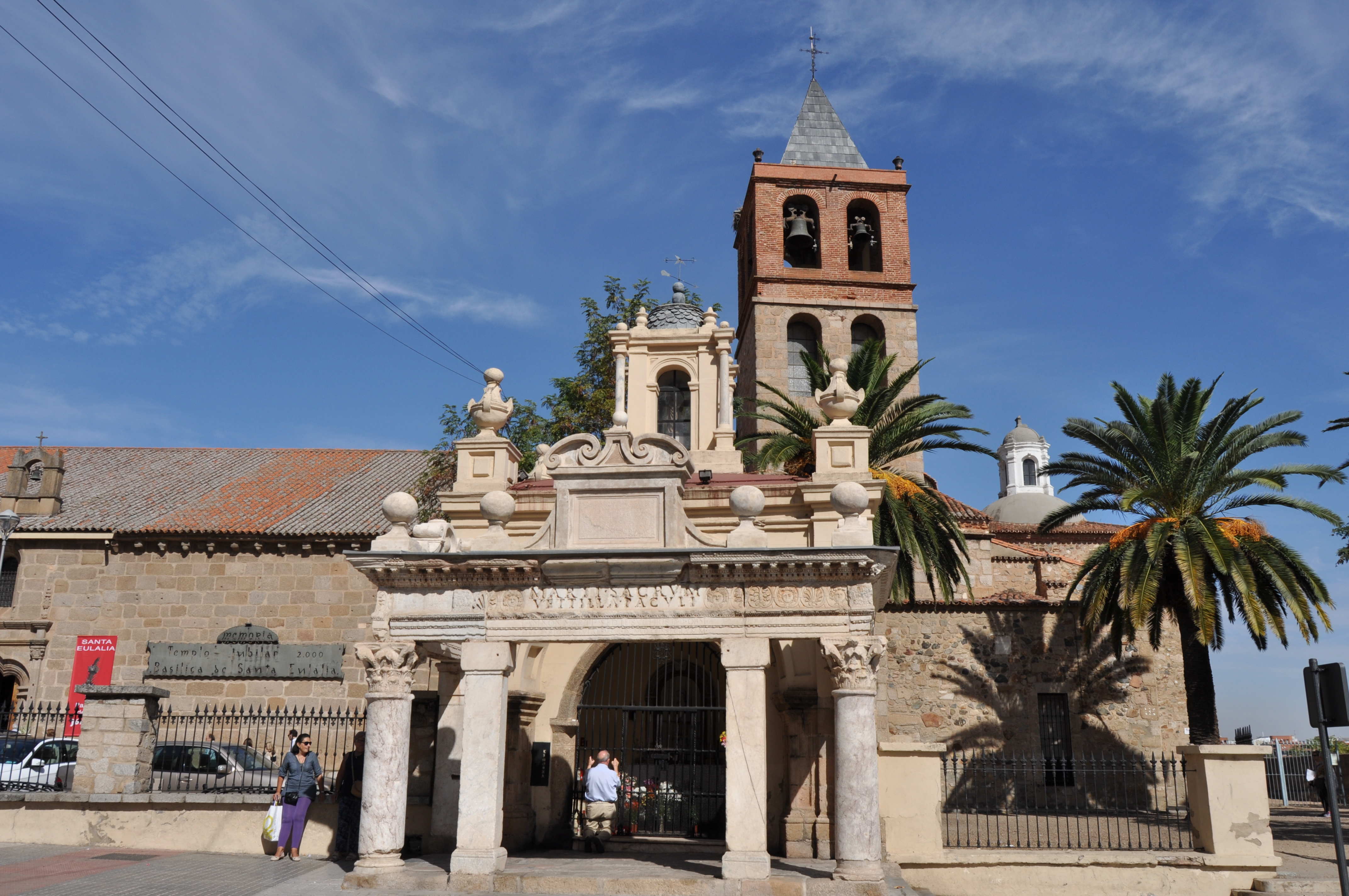
Basilica romano-cristiana di Sant'Eulalia. In primo plano, l'Hornito di Santa Eulalia, costruito con i ruderi del Tempio di Marte

All'esterno della basilica, proprio di fronte al portone principale, è conservato il famoso Hornito, il simbolo popolare più importante della città per il suo rapporto con il culto della martire Eulalia. Secondo la tradizione sorge sul luogo dove subì il martirio la giovane ragazza. In realtà si tratta di una cappella votiva eretta affinché i pellegrini potessero pregare davanti alla Santa in qualsiasi momento della giornata senza dover accedere all'interno della basilica. Spiccano i resti riutilizzati di un tempio romano dedicato al dio Marte, dove è visibile l'iscrizione: 
(Consacrato a Marte. Vettilla, moglie di Paculo)

### Chiesa
Ha pianta basilicale, con tre navate che terminano in tre absidi semicircolari. In testa, resti della basilica paleocristiana e visigota. Spiccano le cappelle laterali dell'altare maggiore e il soffitto a cassettoni delle sue volte. La porta meridionale della facciata è in stile romanico. Come indica l'arco a sesto acuto che funge da portale d'accesso alla cappella, l'edificio è di origine romanica, anche se venne ristrutturato nel XVII secolo assumendo un aspetto pienamente barocco.

## Basilica minore
Sebbene in epoca contemporanea sia stata sempre popolarmente chiamata basilica, è stata ufficialmente dichiarata basilica minore (De Titulo Basilicae Minoris) dalla Congregazione per il Culto Divino e la Disciplina dei Sacramenti solo sotto il pontificato di papa Francesco con  documento del 23 settembre 2014 e annunciato attraverso un'omelia il 10 dicembre 2014, giorno della martire patrona di Mérida.